# Здание окружного суда Лакаванны
Здание окружного суда Лакаванны (англ. Lackawanna County Courthouse) ― памятник архитектуры в городе Скрантон, округ Лакаванна, штат Пенсильвания, США.

## История и описание
Здание суда было построено в 1884 году. Представляет собой четырёхэтажное прямоугольное каменное строение с приподнятым фундаментом. Стиль архитектуры ― неороманский. В 1896 году в здании был построен четвёртый этаж и была произведена реконструкция крыши, после чего строение приобрело эклектичные черты. Длина здания примерно составляет 43 метра, ширина ― 30 метров. На самом верху находится башня с часами. В 1964 году к зданию было пристроено новое крыло. В 1902 году в здании суда проходила первая сессия слушаний по делу о Пенсильванской стачке горняков.
Напротив здания суда в 1924 году был установлен памятник американскому профсоюзному деятелю Джону Митчеллу (1870―1919). Монумент состоит из гранитного монолита с нишей, которая ограждает бронзовую статую. Впоследствии рядом с судом был возведён ряд других памятников, посвящённых выдающимся военным и государственным деятелям Америки. В 1997 году здание окружного суда Лакаванны, наряду с рядом стоящим памятником Джону Митчеллу, было включено в Национальный реестр исторических мест США.

## Галерея
- Памятник Джорджу Вашингтону
- Памятник Казимиру Пулавскому
- Памятник Филиппу Шеридану
- Памятник Христофору Колумбу
- Памятник солдатам и морякам округа Лакаванна